# Museo archeologico nazionale del Melfese
Il Museo archeologico nazionale del Melfese è un museo ubicato nel castello di Melfi, il quale custodisce testimonianze archeologiche rinvenute nella zona del Vulture-Melfese, riguardanti le popolazioni indigene della preistoria, dei periodi dauno, sannita, romano, bizantino e normanno.
Dal dicembre 2014 il Ministero per i beni e le attività culturali lo gestisce tramite il Polo museale della Basilicata, nel dicembre 2019 divenuto Direzione regionale Musei.

## Descrizione
Inaugurato nel 1976, è organizzato in tre sale al piano terra del Castello. Nella prima sala si possono rimirare reperti preistorici come pugnali, pietre lavorate, ceramiche decorate e diversi materiali dell'età del Bronzo. Nella seconda sono collocati due corredi appartenenti a tombe principesche, armi di bronzo e ferro e vasellame d'argilla e bronzo. La terza e ultima sala raccoglie reperti del periodo neolitico, dell'età del Bronzo e dell'età del Ferro rinvenuti nei comuni lucani di Lavello e Banzi.
Il reperto più importante del museo è il cosiddetto Sarcofago di Rapolla (negli studi archeologici più noto come Sarcofago di Melfi), monumento proveniente dall'Asia Minore, risalente al II secolo d.C. e rinvenuto verso la metà dell'Ottocento. È caratterizzato da figure inserite in una struttura architettonica sui lati lunghi e con il ritratto della defunta giacente sul coperchio. Fino alla fine degli anni settanta il sarcofago si trovava nel Palazzo del Vescovado.
Da menzionare anche alcuni dipinti appartenuti ai Doria, nominati principi di Melfi nel 1531 dal re di Spagna ed imperatore Carlo V d'Asburgo. I dipinti attualmente nel museo melfitano sono relativi ad una serie di scene di caccia che alcuni studiosi ritengono opere secentesche di ambito fiammingo, altri di fattura italiana e settecentesche, una grande tela raffigurante il territorio melfese e, nella cappella del Castello, una crocifissione di scuola fiamminga del tardo Cinquecento.
Dal 2021 è stata riaperta la sezione medievale allestita all'interno della Torre del Marcangione contenente reperti compresi tra il 1100 e il 1700. Nei tre piani della torre è possibile ammirare protomaioliche policrome di età sveva e angioina, una sala dedicata ai vetri con iscrizioni cufiche attribuiti ai saraceni di Lucera e parti di armatura e spada della guarnigione del castello di età moderna.